# Tatyana Kazankina
Tatyana Vasilyevna Kazankina (em russo:  Татья́на Васи́льевна Каза́нкина; Petrovsk, 17 de dezembro de 1951) é uma ex-atleta soviética, tricampeã olímpica em provas de meio-fundo e sete vezes recordista mundial, durante os anos 1970 e 1980.

## Carreira
Com uma aparente silhueta extremamente frágil, contida em 1,62 m de altura e 48 kg, Kazankina foi um dos maiores nomes do atletismo feminino em todos os tempos, que surpreendia pela sua força e velocidade final. Em junho de 1976, um mês antes dos Jogos Olímpicos de Montreal, ela quebrou o recorde mundial dos 1500 metros com a marca de 3min56s0, a primeira vez que uma mulher corria esta distância em menos de 4 min. Nos Jogos, Kazankina ganhou as medalhas de ouro nos 1500 m e também nos 800 metros - quebrando o recorde mundial também desta prova - a primeira mulher a vencer as duas provas de meio-fundo numa mesma Olimpíada.
Em Moscou 1980, Olimpíadas disputadas em casa, ela tornou-se tricampeã olímpica ao vencer novamente os 1500 m. Doze dias depois, fez a grande marca de sua vida, com novo recorde mundial para os 1500 m, 3:52.47, que perduraria até 1993 - e continua sendo o recorde europeu 30 anos depois - a ser batido por nova geração de atletas e de tipos de treinamento. A marca também fez dela a primeira mulher a correr a distância num tempo menor que o finlandês-voador Paavo Nurmi, lendário atleta multi-campeão olímpico dos anos 1920.
Em 1983, ela ficou com a medalha de bronze na distância maior de 3000 metros, no primeiro Campeonato Mundial de Atletismo, em Helsinque. Em 1984, sem a participação da então União Soviética nos Jogos Olímpicos de Los Angeles, boicotados pelo bloco socialista da época da Guerra Fria, ela estabeleceu novos recordes mundiais na Europa para as distâncias de 2000 m e 3000 m mas sua carreira chegou ao fim em setembro daquele ano, quando após vencer com facilidade uma prova de 5000 metros em Paris, recusou-se a fazer o exame antidoping e foi suspensa dois anos, o que a fez abandonar o atletismo.